# Mycetophagus obsoletus
Mycetophagus obsoletus är en skalbaggsart som först beskrevs av Melsheimer 1844.  Mycetophagus obsoletus ingår i släktet Mycetophagus och familjen vedsvampbaggar. Inga underarter finns listade i Catalogue of Life.